# Down Beat
Down Beat ist ein US-amerikanisches Jazz-Magazin mit der weltweit höchsten Auflage und die erste Zeitschrift dieses Musik-Genres. Es wurde zum ersten Mal im Juli 1934 in Chicago veröffentlicht und erscheint seit April 1979 wieder in monatlicher Folge. Von Anfang an wurde ein „Readers Poll“ für den besten Musiker ausgeschrieben. Seit 1953 gibt es auch einen „Critics Poll“ für alle Instrumente und Sparten. Diese Auszeichnungen zählen zu den wichtigsten Preisen in der Jazzwelt.

## Publikationsgeschichte
Der Titel Down Beat bezieht sich auf die erste, betonte Zählzeit eines Taktes, die vom Dirigenten oder Bandleader vertikal nach unten (down) geschlagen wird. Das Magazin wurde im Juli 1934 in Chicago von dem Versicherungsvertreter Albert J. Lipschultz gegründet, der Chicagoer Musikern neben Versicherungen auch Rentenversicherungen anbot. Die erste Ausgabe umfasste acht Seiten und kostete zehn Cents. Der wichtigste Rivale von Down Beat war das Jazzmagazin Metronome. Zunächst erschien das Blatt monatlich, ab 1939 zwei Mal im Monat jeweils am ersten und am fünfzehnten Tag. Von Januar 1946 an bis April 1979 publizierte man alle zwei Wochen eine Ausgabe.
Der einflussreiche Vorsitzende der Musikergewerkschaft James C. Petrillo (siehe recording ban) zwang Lipschultz 1934 dazu, entweder nur Versicherungspolicen an die Musiker zu verkaufen oder eine Jazz-Zeitschrift herauszugeben, aber nicht beides zugleich tun zu können. Lipschultz verkaufte daraufhin das Blatt an Carl Cons und an den ehemaligen Saxophonisten Glenn Burrs für 873 $ im November 1934.  Die beiden Herausgeber Cons und Burrs vertraten als Werte und Ziele progressive New-Deal-Ideale.
1950 wurde John Maher Herausgeber des Magazins. Als dieser 1968 starb, konnte sein Sohn Jack Maher (1925 – 14. Februar 2003) das Blatt nur durch den Einsatz seines gesamten Eigenkapitals in Familienbesitz halten. Dadurch bewahrte er das Magazin vor einer Übernahme durch den bekennenden Jazzfreund und Playboy-Herausgeber Hugh Hefner. Maher jr. führte umgehend eine neue Publikationspolitik ein. Er präsentierte nun ohne Einschränkungen schwarze Musiker auf dem Down-Beat-Cover und engagierte solch angesehene Musikkritiker wie Leonard Feather, Nat Hentoff, Dan Morgenstern, Ralph J. Gleason und Ira Gitler, die wiederum dem modernen Jazz gegenüber sehr aufgeschlossen waren. Jetziger Herausgeber ist der langjährige Down-Beat-Redakteur Frank Alkyer.
Seit 1936 veröffentlichte die Zeitschrift Umfragen unter ihren Lesern über die beliebtesten Jazzmusiker nach Sparten, die Down Beat Reader Poll’s, wie auch spätere andere Jazzzeitschriften (wie Metronome von 1939 bis 1961 oder das Swing Journal). Sie waren und sind von großer Bedeutung für die Jazzszene besonders in den USA. Ab 1953 kamen Down Beat Critics Polls hinzu, bei denen die Auswahl zum Beispiel Mitte der 1970er Jahre von rund 50 Kritikern weltweit getroffen wurde und 2010 von 84. Sie wählten in den Kategorien Etabliertes Talent (Established Talent) und New Star (ab 1963 Talent deserving wider recognition).
Ein regelmäßiger Beitrag ist der Blindfold Test, in dem Jazzmusiker Aufnahmen beurteilen sollen (und die beteiligten Musiker erraten sollen) ohne die Musiker genannt zu bekommen.

## Down Beat Lifetime Achievement Award
- 1981 John Hammond
- 1982 George Wein
- 1983 Leonard Feather
- 1984 Billy Taylor
- 1985 Lawrence Berk
- 1986 Orrin Keepnews
- 1987 David Baker
- 1988 John Conyers Jr.
- 1989 Norman Granz
- 1990 Rudy Van Gelder
- 1991 Bill Cosby
- 1992 Rich Matteson
- 1993 Gunther Schuller
- 1994 Marian McPartland
- 1995 Willis Conover
- 1996 Chuck Suber (Charles Suber, war von 1953 bis 1982 bei Down Beat, wo er Kolumnist war, außerdem lehrte er am Columbia College Chicago)
- 1997 William P. Gottlieb
- 1998 Bruce Lundvall
- 1999 Sheldon Meyer (1926–2006, Lektor bei Oxford University Press für den Bereich Geschichte, dort erschienen zahlreiche Jazzbücher)[9]
- 2000 George Avakian
- 2001 Milt Gabler
- 2002
- 2003
- 2004
- 2005 Jim Warrick (Jazzpädagoge, New Trier High School)
- 2006 Claude Nobs
- 2007 Dan Morgenstern
- 2008
- 2009
- 2010 Manfred Eicher

## Down Beat Jazz Hall of Fame
Publikumswahl falls nicht anders angegeben, Die Leserwahl startete 1952, die Kritikerwahl erst ab 1961. Ab 2008 ergänzte ein Veteran Committee weitere Musiker (separat gelistet). Offizielle Heimstatt ist der City Jazz Club von Universal Studios in Orlando (Florida).
- 1952: Louis Armstrong
- 1953: Glenn Miller
- 1954: Stan Kenton
- 1955: Charlie Parker
- 1956: Duke Ellington
- 1957: Benny Goodman
- 1958: Count Basie
- 1959: Lester Young
- 1960: Dizzy Gillespie
- 1961: Billie Holiday, Coleman Hawkins (Kritiker)
- 1962: Miles Davis, Bix Beiderbecke (Kritiker)
- 1963: Thelonious Monk, Jelly Roll Morton (Kritiker)
- 1964: Eric Dolphy, Art Tatum (Kritiker)
- 1965: John Coltrane, Earl Hines (Kritiker)
- 1966: Bud Powell, Charlie Christian (Kritiker)
- 1967: Billy Strayhorn, Bessie Smith (Kritiker)
- 1968: Wes Montgomery, Sidney Bechet (Kritiker), Fats Waller (Kritiker)
- 1969: Ornette Coleman, Pee Wee Russell (Kritiker), Jack Teagarden (Kritiker)
- 1970: Jimi Hendrix, Johnny Hodges (Kritiker)
- 1971: Charles Mingus, Roy Eldridge (Kritiker), Django Reinhardt (Kritiker)
- 1972: Gene Krupa, Clifford Brown (Kritiker)
- 1973: Sonny Rollins, Fletcher Henderson (Kritiker)
- 1974: Buddy Rich, Ben Webster (Kritiker)
- 1975: Cannonball Adderley, Cecil Taylor (Kritiker)
- 1976: Woody Herman, King Oliver (Kritiker)
- 1977: Paul Desmond, Benny Carter (Kritiker)
- 1978: Joe Venuti, Rahsaan Roland Kirk (Kritiker)
- 1979: Ella Fitzgerald, Lennie Tristano (Kritiker)
- 1980: Dexter Gordon, Max Roach (Kritiker)
- 1981: Art Blakey, Bill Evans (Kritiker)
- 1982: Art Pepper, Fats Navarro (Kritiker)
- 1983: Stéphane Grappelli, Albert Ayler (Kritiker)
- 1984: Oscar Peterson, Sun Ra (Kritiker)
- 1985: Sarah Vaughan, Zoot Sims (Kritiker)
- 1986: Stan Getz, Gil Evans (Kritiker)
- 1987: Lionel Hampton, Johnny Dodds (Kritiker), Thad Jones (Kritiker), Teddy Wilson (Kritiker)
- 1988: Jaco Pastorius, Kenny Clarke (Kritiker)
- 1989: Woody Shaw, Chet Baker (Kritiker)
- 1990: Red Rodney, Mary Lou Williams (Kritiker)
- 1991: Lee Morgan, John Carter (Kritiker)
- 1992: Maynard Ferguson, James P. Johnson (Kritiker)
- 1993: Gerry Mulligan, Ed Blackwell (Kritiker)
- 1994: Dave Brubeck, Frank Zappa (Kritiker)
- 1995: J. J. Johnson, Julius Hemphill (Kritiker)
- 1996: Horace Silver, Artie Shaw (Kritiker)
- 1997: Nat King Cole, Tony Williams (Kritiker)
- 1998: Frank Sinatra, Elvin Jones (Kritiker)
- 1999: Milt Jackson, Betty Carter (Kritiker)
- 2000: Clark Terry, Lester Bowie (Kritiker)
- 2001: Joe Henderson, Milt Hinton (Kritiker)
- 2002: Antônio Carlos Jobim, John Lewis (Kritiker)
- 2003: Ray Brown, Wayne Shorter (Kritiker)
- 2004: McCoy Tyner, Roy Haynes (Kritiker)
- 2005: Herbie Hancock, Steve Lacy (Kritiker)
- 2006: Jimmy Smith, Jackie McLean (Kritiker)
- 2007: Michael Brecker, Andrew Hill (Kritiker)
- 2008: Keith Jarrett, Joe Zawinul (Kritiker)
- 2009: Freddie Hubbard, Hank Jones (Kritiker)
- 2010: Muhal Richard Abrams, Chick Corea (Kritiker)
- 2011: Ahmad Jamal, Abbey Lincoln (Kritiker)
- 2012: Ron Carter, Paul Motian (Kritiker)
- 2013: Pat Metheny, Charlie Haden (Kritiker)
- 2014: B. B. King, Jim Hall (Kritiker)
- 2015: Tony Bennett, Lee Konitz (Kritiker)
- 2016: Phil Woods, Randy Weston (Kritiker)
- 2017: Wynton Marsalis, Don Cherry (Kritiker)
- 2018: Ray Charles (Readers Poll), Benny Golson
- 2019: Scott LaFaro (Kritiker), Hank Mobley (Readers Poll)
- 2020: Jimmy Heath, Carmen McRae, Mildred Bailey (Kritiker), George Benson (Leser)
- 2021: Carla Bley, Booker Little, Yusef Lateef (Kritiker), Roy Hargrove (Leser)
- 2022: Geri Allen (Kritiker)

Veteran Committee Wahl:
- 2008: Jo Jones, Jimmie Lunceford, Erroll Garner, Harry Carney, Jimmy Blanton
- 2009: Oscar Pettiford, Tadd Dameron
- 2010: Baby Dodds, Chick Webb, Philly Joe Jones, Billy Eckstine
- 2011: Paul Chambers
- 2012: Gene Ammons, Sonny Stitt
- 2013: Robert Johnson,
- 2014: Dinah Washington, Bing Crosby
- 2015: Muddy Waters
- 2016: Hoagy Carmichael
- 2017: Herbie Nichols, George Gershwin, Eubie Blake
- 2018: Marian McPartland
- 2019: Nina Simone, Joe Williams